# Бозтаев, Кешрим Бозтаевич
Кешрим Бозтаевич Бозтаев (каз. Кешірім Бозтайұлы Бозтаев; 25 июня 1933, а. Акшатау, Аягозский район, Восточно-Казахстанская область, Казакская АССР, РСФСР, СССР — 7 августа 1999) — советский и казахстанский государственный и общественный деятель.
Известен как отправитель антиядерной секретной шифрограммы М. С. Горбачёву, которая стала одним из первых открытых выражений протеста против испытаний атомного оружия на Семипалатинском испытательном полигоне.

## Биография
Окончил Казахский горно-металлургический институт. После окончания института работал рафинировщиком, старшим плавильщиком, мастером смены, технологом, начальником цеха, в 1956-1973 годах — секретарём парткома Усть-Каменогорского свинцово-цинкового комбината.
В 1973-1985 годах был секретарём, вторым секретарём Восточно-Казахстанского обкома партии, в 1985-1987 годах — председателем Восточно-Казахстанского облисполкома.
В 1987-1991 годах — первый секретарь Семипалатинского обкома Компартии Казахской ССР; в 1989-1991 годах — народный депутат СССР, член комитета обороны и государственной безопасности Верховного Совета СССР; депутат Верховного Совета Казахской ССР 11-го созыва; в 1990-1993 годах — председатель Семипалатинского областного совета народных депутатов.
Получив назначение на должность первого секретаря Семипалатинского обкома КП КССР, умело руководил вверенной ему областью. За пять лет его руководства здесь

было построено 69 общеобразовательных школ, 67 дошкольных учреждений, 28 домов культуры и клубов. В строй вошли 24 медучреждения, в числе которых – диагностический центр и единственный в республике офтальмологический центр. Началось строительство еще 34 школ, 33 детсадов. Объем промышленного производства области с 15-го места вышел на 5-е. Ежегодно асфальтировалось почти 300 километров дороги. Прежде убыточное сельское хозяйство стала прибыльным, его продукция отличалась качеством и низкими ценами . 
Как сообщает республиканский общественно-политический журнал «Мысль» (со ссылкой на документы), Кешрим Бозтаев был первым, кто поднял голос протеста против продолжения ядерных испытаний на Семипалатинском полигоне . 20 февраля 1989 года, игнорируя ЦК Компартии Казахской ССР, он отправил шифрограмму в ЦК КПСС на имя М. С. Горбачёва:
Совершенно секретно, Экз. № 1
Москва, Кремль
Генеральному секретарю ЦК КПСС
т. Горбачеву М.С.
Семипалатинский обком Компартии Казахстана информирует ЦК КПСС о том, что с 1949 года на полигоне вблизи города Семипалатинска с населением 340 тысяч человек проводятся ядерные испытания. Первое время – в атмосфере, а с 1963 года – подземные.
Сейчас, через 40 лет, окружающие полигон условия изменились, численность населения возросла в три раза, многократно увеличилось поголовье животных. Полигон оказался в густонаселённой местности. Однако в работе полигона это не учитывается, ежегодно производится до 14-18 ядерных взрывов, которые сопровождаются сейсмическим воздействием на здания и инженерные сети, выводят из строя сотни колодцев, снабжавших водой жилые посёлки и животноводство. Город строился без учета сейсмики. Кроме того, на территории полигона в течение 25 лет подземных взрывов деформировалась земная кора и в каждом третьем случае происходит истечение радиоактивных газов на поверхность, исключить которое практически невозможно. В 1987 году через Семипалатинск прошла такая струя газов радиоактивностью в 350-400 микрорентген в час, а при испытаниях 12 февраля текущего года за пределами полигона был зафиксирован уровень радиоактивности до 3000 микрорентген в час, и только в результате изменения направления ветра эти газы не достигли областного центра.
Ядерные испытания, естественно, вызывают у общественности разное толкование, создают напряженную морально-психологическую атмосферу среди населения, и не без основания они связываются с состоянием здоровья и возможными разрушениями.
Партийные комитеты области проводят большую разъяснительную работу среди населения.
Обком партии, озабоченный сложившейся ситуацией, просит ЦК КПСС поручить соответствующим министерствам и ведомствам временно приостановить или резко сократить частоту и мощность взрывов, а в дальнейшем перенести ядерные испытания в другое, более приемлемое место».
20 февраля 1989 г.
Первый секретарь Семипалатинского обкома Компартии Казахстана

Бозтаев К.Б.
Этот документ вызвал большую тревогу в Москве. И 28 февраля 1989 года в  Курчатов приехала правительственная комиссия, которая не только изучила обстановку на полигоне, но и встречалась с трудовыми коллективами. К. Бозтаев, руководивший организацией встреч с членами комиссии, хотел, чтобы они «сами убедились, каковы мнение и настрой людей» .
А 3 марта члены правительственной комиссии и бюро Семипалатинского обкома партии провели совместное заседание. В результате была подготовлена записка для ЦК КПСС. Но понадобилось время, чтобы просьба К. Бозтаева была услышана. Немалую роль в этом сыграла поддержка Н. Назарбаева (занимавшего тогда должность Председателя Совета Министров Казахской ССР), который предложил привлечь к делу Олжаса Сулейменова . Дальнейшая работа по закрытию полигона и обеспечению социальной защиты населения (для чего Бозтаев ездил в Москву к Горбачёву, а затем к Н. Рыжкову) увенчалась успехом. Вступив на должность Президента, Н. Назарбаев 29 августа 1991 года издал Указ о закрытии Семипалатиноского полигона .
А в 1993 году, поздравляя К. Бозтаева с 60-летием, Н. Назарбаев отмечал:
Неоценим Ваш вклад в решение проблем, связанных с закрытием Семипалатинского ядерного полигона, с созданием системы социальной защиты населения, пострадавшего от испытаний атомного оружия.
Выйдя на пенсию в 1997 году, Бозтаев продолжил общественную деятельность, направленную на создание безъядерного мира. Он создал Международный благотворительный фонд «Полигон – 29 августа», который сотрудничал со многими организациями, выступающими за разоружение. Благодаря его работе, удалось привлечь внимание «мирового сообщества к проблемам пострадавшего населения Семипалатинского региона и оказанию реальной практической помощи» .
К. Бозтаев ушел из жизни 7 августа 1999 года после тяжёлой болезни . 